# Якобсит
Якобсит (англ. Jacobsite) — минерал, сложный оксид из группы шпинели. Назван по месту обнаружения — Якобсберг, Швеция.

## Свойства
Якобсит — непрозрачный минерал, встречающийся в низкотмпературно-метаморфизованных породах. Кристаллы октаэдрической формы, встречаются редко. Якобсит — хрупкий, слабо магнитный минерал. Твердость по шкале Мооса 5,5—6,5. Типичная примесь — цинк. Открыт в 1869 году.

### Структура и  морфология кристаллов
Кубическая сингония, пространственная группа — Fd3m. Значения параметров элементарной ячейки колеблются от 0,840 до 0,859 нм в зависимости от изоморфных замещений, Z = 8. По структуре приближается к нормальной шпинели. Кристаллографическая точечная группа — m3m. Кристаллы октаэдрические и ромбододекаэдрические.

### Физические свойства и физико-химические константы.
Твердость 5,5—6,5. Микротвердость 841—870 кГ/мм2 при нагрузке 100 г. по Янгу и Милмэну, 724—745 кГ/мм2 по Бови и Тэйлору. Удельный вес 4,75—4,93. Цвет черный до буровато-черного. Черта бурая, черновато-бурая. Блеск металлический до полуметаллического. Просвечивает только в тонких сколах. Ферромагнитен, обладает остаточным магнетизмом. Магнитность слабая до сильной. Намагниченность насыщения 320 гс. Точка Кюри у якобсита из Сапальского месторождения (Урал) — 339°С. Значения точки Кюри уменьшаются линейно с увеличением содержания {\displaystyle {\ce {MnO}}}. Теплота образования = (—)292,5 ккал/моль; энтропия = 87,33 кал/град · моль; изобарные потенциалы образования (химическое сродство) при 300°К (—) 266,3 ккал/моль, при 500°К (—) 248,84 ккал/моль, при 900°К (—) 213,92 ккал/моль.

### Микроскопическая характеристика
В шлифах в проходящем свете слабо просвечивает. n = 2,3. В отраженном свете светло-серый с зеленоватым оттенком. Цвет меняется в зависимости от содержания изоморфных примесей Mn3O4 или Fe3O4
при высоком содержании Mn3O4 — буровато-серый, при высоком содержании Fe3O4 — розовато-бурый. Отражательная способность (в%): для зеленого света — 19,5, оранжевого — 17, для красного — 16. Изотропен. иногда аномально анизотропен с цветными эффектами от темно-серовато-бурого до  светло-серого с слабым голубоватым оттенком. Красные внутренние рефлексы изредка в иммерсии.

### Химический состав
Теоретический состав: MnO — 30,76; Fe2O3 — 69,24. Характерны изоморфные замещения в довольно широких пределах среди двух- трехвалентных элементов. Mn замещается Mg, Fe2+, Zn; Fe3+ замещается Mn3+. Растворяется в HCl со слабым выделением хлора. Характер травления зависит от содержания изоморфных примесей. Чистый якобсит не травится обычными реактивами, содержащий примесь Fe3O4 травится HCl и HF. Характер зависит также от присутствия продуктов распада твердого раствора: иногда слегка травится раствором SnCl2, темнеет от действия H2O2 + H2SO4.

## Генезис
Распространен весьма широко. Встречается в виде зернистых агрегатов, реже кристаллов.

## Форма нахождения и месторождения
Встречается в контактово-метасоматических, гидротермальных и метасоматических месторождениях. Впервые был найден в руднике Якобсберг (Вермланд, Швеция) среди кристаллического известняка, также в Нордмаркене и Лонгбане (Швеция) в ассоциации с окислами железа и марганца и марганцевыми силикатами. В  марганцевом  руднике Сапальского (Свердловская обл.) обнаружен на контакте сиенитов с известняками в ассоциации с гематитом, тефроитом, саркинитом, фриделитом, гаусманитом, образует псевдоморфозы по магнетиту, описан под названием марганцевистого франклинита. В Уибонга (Новый Южный Уэльс, Австралия) встречен в контактово -метасоматических марганцевых рудах в ассоциации с псиломеланом, пиролюзитом, кварцем, родонитом и окислами железа. В контактово-метасоматической зоне блиц Ниццы (Франция) — с пиролюзитом, гаусманитом, баритом, родохрозитом, кальцитом, пиритом, сидеритом, гипсом, кварцем, лимонитом. В Индии в метаморфизованных осадочных марганцевах рудах Кадура (Андхра-Прадеш) ассоциируется с браунитом, гаусманитом, пиролюзитом, криптомеланом, коронадитом; в месторождениях Карли и Азальпани (обл. Бхандра) —  в сходной ассоциации; также в Тироди, Балагхат (Мадхья-Предеш), в Срикуакулам и Висакхапатнам(Андхра прадещ) с браунитом, биксобитом, гаусманитом, пиролюзитом и голландитом. В марганцевых рудах Сандура (Майсур) — в ассоциации с манганитом, гидрогуасманитом, браунитом, псиломеланом и литиофоритом. Наблюдался в ЮАР в Постмасбурге — всегда в ассоциации с гематитом; в Лохатла также с гаусманитом, биксобиитом и диаспором. Обнаружен в Негеве (Израиль) вместе с гематитом и бементитом. Установлен в цементе карбонатовых брекчий верхнедевонского возраста а Арьеже (Франция).

## Использование
Входит в состав некоторых железо-марганцевых или марганцевых руд.

## Отличительные черты и переходные формы
У якобсита окраска имеет оливковый, у магнетита — буроватый оттенок; у якобсита наблюдается также внутренние рефлексы (не всегда). От браунита отличается оливковым оттенком окраски в отраженном свете, красными внутренними рефлексами, магнитностью.
Магноякобсит — минерал промежуточного состава между якобситом и магнезиоферритом, содержит до 9,26% MgO, наблюдался в мсторождениях Лонгбан и Якобсберг (Швеция).
Ферроякобсит — минерал промежуточного состава между якобситом и магнетитом, содержит до 18,68% FeO. Магнитность сильнее чем у якобсита.
Манганоякобсит — минерал промежуточного состава между якобситом и гаусманитом, отношение Mn3+ : Fe3+ составляет 3 : 7.

## Название на других языках
- немецкий — Jacobsit;Jakobsit
- испанский — Jacobsita
- английский — Jacobsite